# Svarttjärnen (Karlanda socken, Värmland, 661068-129428)
Svarttjärnen är en sjö i Årjängs kommun i Värmland och ingår i Göta älvs huvudavrinningsområde. Sjöns area är 0,0045 kvadratkilometer och den befinner sig 225 meter över havet.